# La pulce nell'orecchio
La pulce nell'orecchio (La Puce à l'oreille) è una commedia in tre atti di Georges Feydeau rappresentata per la prima volta a Parigi nel 1907.

## Trama

### Primo atto
La scena si svolge nel soggiorno degli Chandebise. La padrona di casa Raymonde, moglie dell'assicuratore Victor-Emmanuel, sospetta che il marito la tradisca; il dubbio (la "pulce nell'orecchio") le è nato a causa di una certa freddezza del marito nei suoi confronti insorta negli ultimi tempi, e dal ritrovamento di un paio di bretelle, simili a quelle indossate abitualmente del marito, nell'Hôtel du Minet Galant, un albergo equivoco nei pressi di Parigi. Raymonde chiede alla sua amica Lucienne di scrivere una lettera d'amore anonima, da indirizzare a Victor-Emmanuel, nella quale si propone un incontro galante all'Hôtel du Minet Galant.
Da un colloquio di Victor-Emmanuel col dottor Finache, un medico, sappiamo che in realtà l'uomo è un marito fedele, ma da un mese soffre di impotenza e che ha regalato al nipote Camille le sue bretelle avendole sostituite, a scopo terapeutico, con bretelle speciali; si apprende inoltre che Camille, un nipote di Victor-Emmanuel con un grave difetto del linguaggio (non è in grado di pronunciare le consonanti) ha una relazione clandestina con Antoinette, la domestica dei Chandebise, e che Étienne, il marito della donna, è geloso. Ricevuta la lettera anonima con l'appuntamento galante, Victor-Emmanuel crede che il destinatario sia Romain Tournel, un suo amico con fama di rubacuori; Victor-Emmanuel, il quale peraltro ignora che Romain stia corteggiando Raymonde, lo persuade ad andare all'appuntamento. Victor-Emmanuel mostra inoltre la lettera al suo cliente Histangua, marito di Lucienne, il quale riconosce la calligrafia di sua moglie e, furioso, decide di recarsi all'albergo per uccidere Lucienne e il suo presunto amante.

### Secondo atto
La scena si svolge al primo piano dell'Hôtel du Minet Galant. I proprietari Ferraillon attendono l'arrivo di Camille Chandebise, il quale ha inviato un telegramma per prenotare una stanza. Giunge il dottor Finache il quale prende una stanza. Poi arriva Raymonde che si fa condurre nella stanza prenotata a nome di Chandebise (è la stanza prenotata da Camille Chandebise; ma Raymonde ritiene sia stata prenotata da Victor-Emmanuel Chandebise). Giunge poi Tournel ed è felicemente sorpreso quando, giunto nell'albergo  per il suo appuntamento, vi trova Raymonde. Raymonde scopre che il marito è fedele e rifiuta di andare a letto con Tournel. Nel trambusto fra Raymonde e Tournel viene pigiato un pulsante che fa ruotare il muro della stanza facendo comparire un letto in cui riposa Baptistin, un parente dei Ferraillon affetto da reumatismi. Raymonde, terrorizzata, si precipita nel corridoio dove vede Poche, un inserviente dell'albergo sosia di Victor-Emmanuel. Ritenendo che Poche sia il marito, Raymonde ritorna precipitosamente nella stanza da cui era uscita poco prima; viene premuto nuovamente il pulsante, la parete ruota nuovamente e Raymonde e Tournel vedono improvvisamente apparire Poche, da essi creduto Victor-Emmanuel; i due cercano di discolparsi, quando giungono i Ferraillon i quali presentano Poche e spiegano l'equivoco.
Giungono Camille e Antoinette. Anche questi ultimi alla vista di Poche, si spaventano. Giunge poi Étienne, spedito in fretta nell'albergo da Victor-Emmanuel per mettere in guardia Lucienne della pericolosa gelosia di Histangua; Étienne trova la moglie Antonietta seminuda nel letto di Rugby, un cliente inglese dell'hotel. Giungono poi quasi contemporaneamente Lucienne e Victor-Emmanuel. Costui accusa Lucienne di aver scritto la lettera anonima e le racconta dell'ira di suo marito. Entrambi vogliono andar via dall'albergo, ma si accorgono che anche Histangua è giunto all'albergo in cerca di sua moglie. Dalla presenza di tutta questa gente, la gran parte della quale non vuol far sapere agli altri della propria presenza, nascono equivoci e contrattempi.

### Terzo atto
La scena si svolge, come il primo atto, nel soggiorno dei Chandebise. Antoinette dice a Étienne di non essere uscita di casa nel pomeriggio; affermazione che, inspiegabilmente, il portiere conferma. Tornano Raymonde e Tournel; lei invita lui a rimanere e dare spiegazioni a Victor-Emmanuel. Giunge anche Lucienne, terrorizzata per la gelosia del marito. Giunge anche Poche, desideroso di riottenere un suo vestito; viene scambiato nuovamente da tutti per Victor-Emmanuel. Giunge poi Histangua; Lucienne gli spiega in spagnolo l'equivoco della lettera. Giunge infine Ferraillon il quale conferma che Poche è identico nell'aspetto a Victor-Emmanuel. La commedia termina con un lieto fine.

## Adattamenti
- La Puce à l'oreille - film francese muto del 1914 diretto da Marcel Simon
- La pulce nell'orecchio (A Flea in Her Ear) - film franco-statunitense del 1968 diretto da Jacques Charon[2]